# Winston Smith (artiste)
Pour les articles homonymes, voir Winston Smith.
 (mars 2016).
Winston Smith (de son vrai nom Patrick Morey, né le 27 mai 1952 à Oklahoma City), est un artiste anarchiste qui utilise le collage comme principal outil. Il est surtout connu pour ses travaux pour le groupe punk américain Dead Kennedys.
En effet, ses collaborations avec Jello Biafra et Alternative Tentacles, pour lesquels, il a produit de nombreux logos, flyers, et pochettes. Il est le créateur du logo d'Alternative Tentacles, du logo des Dead Kennedys ainsi que de six de leurs pochettes de disque. 
Une de ses œuvres, God Told Me to Skin You Alive, fut utilisée pour la couverture de l'album Insomniac du groupe Green Day.
Ses travaux sont apparus dans de nombreuses publications, tels que Spin, Playboy, Wired Magazine, Utne Reader, et divers fanzines punk.